# Aguirre (rijeka)
Aguirre je rijeka u Venezueli. Pritoka je rukavca Rio Grande u delti rijeke Orinoco.